# Kamicë-Flakë
Kamicë-Flakë är en ort i Albanien.   Den ligger i prefekturen Qarku i Shkodrës, i den norra delen av landet, 110 km norr om huvudstaden Tirana. Kamicë-Flakë ligger 23 meter över havet och antalet invånare är 957.
Terrängen runt Kamicë-Flakë är platt åt sydväst, men åt nordost är den kuperad.  
Runt Kamicë-Flakë är det ganska tätbefolkat, med 96 invånare per kvadratkilometer.